# 天理村
天理村（てんりむら）は、満洲国に建設された開拓村。1934年（昭和9年）に天理教によって建設された。

## 歴史
天理教青年会は満洲国建国後の1932年に具体的な入植計画を進めることとし、現地調査を決定した。哈爾浜市郊外、松花江の支流・阿什河右岸地区を東亜勧業株式会社を通じて入植地とした。関東軍からの中止命令があり、いったん計画は挫折するが、現地の建設事務所を通じて折衝が重ねられ再左岸地区に入植地を定めた。
1934年1月16日、関東軍より開拓民の移民許可を受け、同年11月から入植が開始された。集落は「生琉里」（ふるさと）と命名され、村の中心に生琉里教会を置き、天理村小学校、診療所、事務所などが整備された。
村の周囲には電流を流した鉄条網と堀・擁壁が設けられ匪賊襲撃に対処した。また、入植者の増加に伴い1935年には西生琉里が建設された。
村で収穫された蔬菜類は哈爾浜市内に運ばれて販売された。乙種移民（自由移民）の中では最も早くに村の経営が安定化したことから、国内外で注目され、多くの視察者、メディアが訪れた。
1945年、敗戦により村は崩壊し、混乱の中で多くの死傷者と残留孤児・婦人が発生した。帰国後、天理村旧村民たちは現在の三重県伊賀市や奈良県奈良市で農地を開墾した。